# Tony Fiala
Antonin „Tony” Fiala (ur. 2 lutego 1966 w Pradze) – kanadyjski biathlonista pochodzenia czeskiego. W Pucharze Świata zadebiutował 19 stycznia 1990 roku w Anterselvie, gdzie zajął 66. miejsce w sprincie. Nigdy nie zdobył pucharowych punktów. W 1991 roku wystartował na mistrzostwach świata w Lahti, gdzie zajął 58. miejsce w biegu indywidualnym, 46. miejsce w sprincie i 15. miejsce w sztafecie. Zajął też między innymi piąte miejsce w biegu drużynowym i 28. miejsce w biegu indywidualnym podczas mistrzostw świata w Borowcu w 1993 roku. W 1992 roku wystartował na igrzyskach olimpijskich Albertville, gdzie zajął 26. miejsce w biegu indywidualnym, 52. miejsce w sprincie i dziesiąte w sztafecie.

## Osiągnięcia

### Igrzyska olimpijskie
| Rok  | Miejscowość | Konkurencje | Konkurencje | Konkurencje | Konkurencje | Konkurencje | Konkurencje | Konkurencje |
| Rok  | Miejscowość | IN          | SP          | PU          | MS          | RL          | MR          | SR          |
| ---- | ----------- | ----------- | ----------- | ----------- | ----------- | ----------- | ----------- | ----------- |
| 1992 | Albertville | 26.         | 52.         | nd.         | nd.         | 10.         | nd.         | –           |

### Mistrzostwa świata
| Rok  | Miejscowość | Konkurencje | Konkurencje | Konkurencje | Konkurencje | Konkurencje | Konkurencje | Konkurencje |
| Rok  | Miejscowość | IN          | SP          | PU          | MS          | RL          | MR          | SR          |
| ---- | ----------- | ----------- | ----------- | ----------- | ----------- | ----------- | ----------- | ----------- |
| 1991 | Lahti       | 58.         | 46.         | nd.         | nd.         | 15.         | nd.         | –           |
| 1993 | Borowec     | 28.         | 61.         | nd.         | nd.         | 17.         | nd.         | –           |
| 1995 | Anterselva  | 62.         | 58.         | nd.         | nd.         | 16.         | nd.         | –           |
| 1996 | Ruhpolding  | 40.         | 63.         | nd.         | nd.         | 14.         | nd.         | –           |
| 1997 | Osrblie     | –           | 80.         | –           | nd.         | –           | nd.         | –           |

### Puchar Świata

#### Miejsca w klasyfikacji generalnej
| Sezon     | Miejsce |
| --------- | ------- |
| 1989/1990 | –       |
| 1990/1991 | –       |
| 1991/1992 | –       |
| 1992/1993 | –       |
| 1993/1994 | –       |
| 1994/1995 | –       |
| 1996/1997 | –       |
| 1997/1998 | –       |

#### Miejsca na podium chronologicznie
Fiala nigdy nie stanął na podium zawodów PŚ.